# Y Drafod
El Mentor (en galés: Y Drafod) es un periódico bilingüe galés - español publicado en Trelew, provincia del Chubut, Argentina desde la época de la colonia galesa. Fue fundado en 1891, cuando Lewis Jones instaló una imprenta. En un principio, era un semanario, cuyo objetivo era reforzar y extender la cultura galesa en la Colonia. Contenía artículos de economía, política, sociedad y cultura y recogía también noticias de Gales y Buenos Aires, así como del Valle del Chubut y el Valle 16 de Octubre. Era considerado el periódico oficial de la colonia, y estaba vinculado a los sectores conservadores de la elite gobernante y religiosa.
Continúa editándose en la actualidad, lo que lo convierte en el más antiguo del sur argentino y uno de los primeros periódicos publicados en ese país. Actualmente, su objetivo es publicar todas las actividades socioculturales relacionadas con la comunidad galesa de la Patagonia a través del idioma galés y sólo se publican 4 ediciones anuales. Además, algunos de los antiguos ejemplares y objetos de impresión se encuentran en el Museo histórico regional de Gaiman.

## Historia

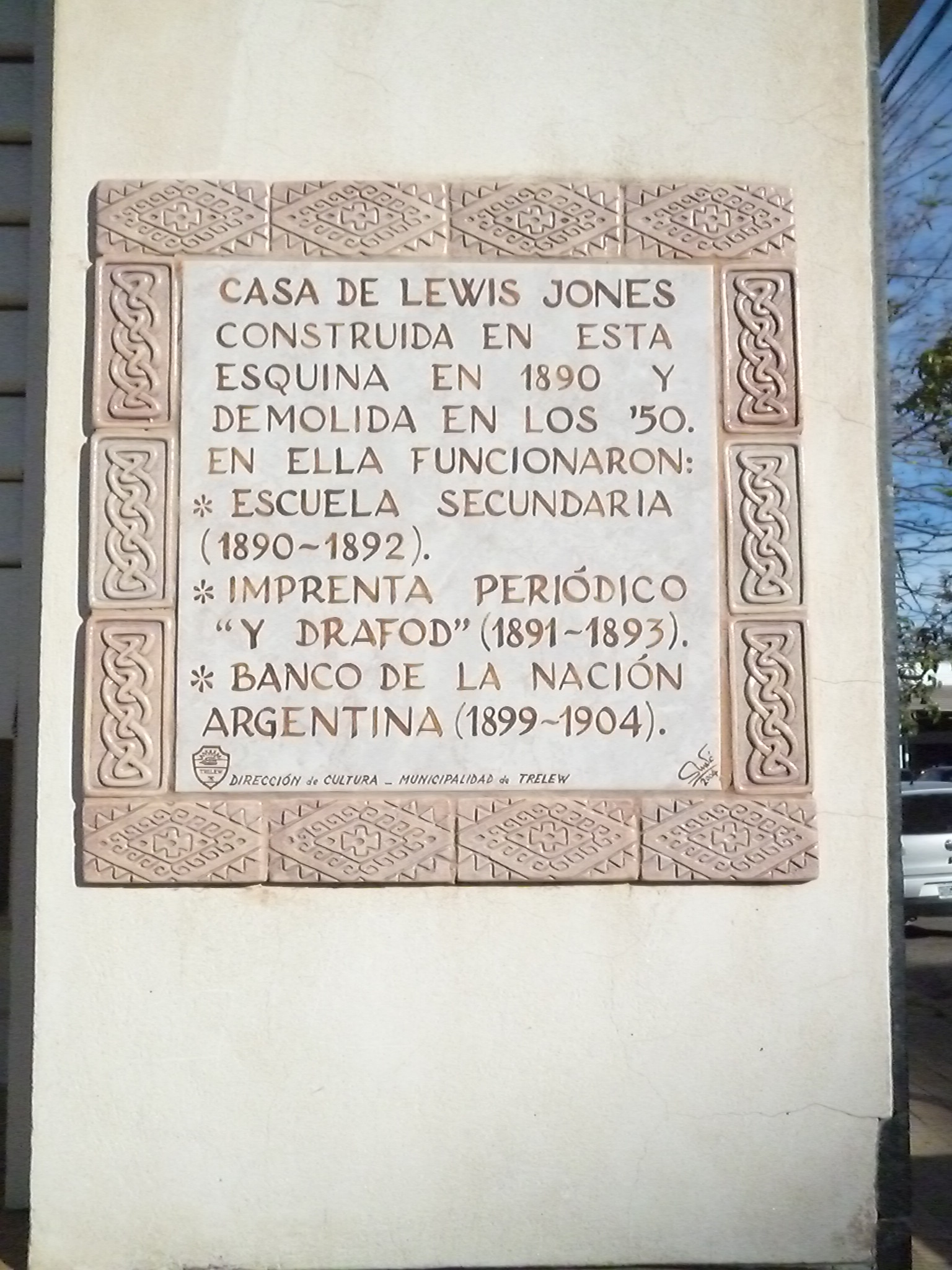
Casa de Lewis Jones donde funcionó la imprenta del diario durante dos años.

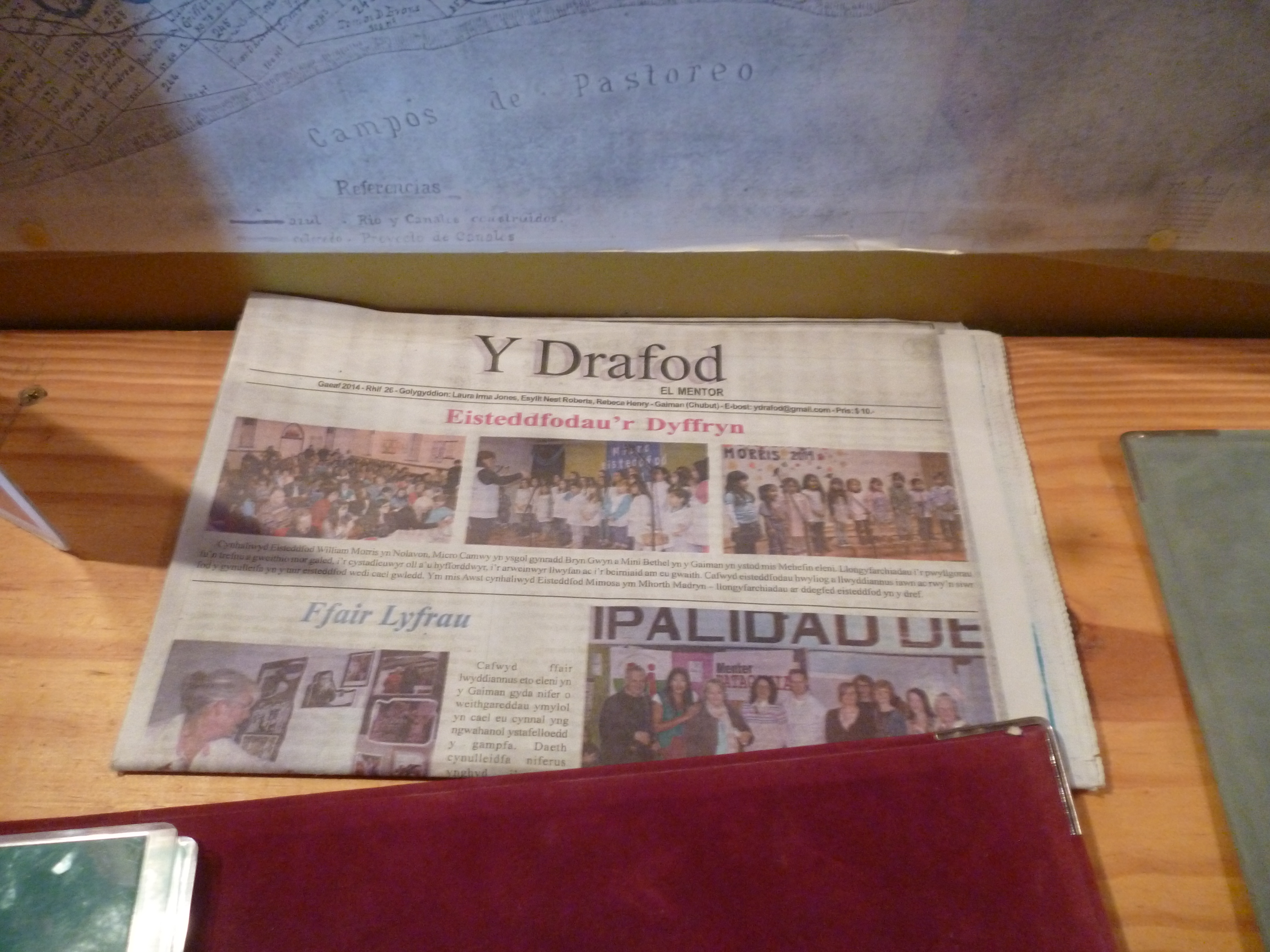
Publicación actual en galés.

"Y Drafod" apareció como semanario el 17 de enero de 1891 bajo la dirección de Lewis Jones, quién había invitado de Gales a un tipógrafo profesional (Edward Davies) para que lo ayude en la tarea. La imprenta se instaló en un galpón de la casa que había construido en Trelew. En 1893 y por problemas de salud, Lewis Jones, dejó a su hija Eluned Morgan a cargo del periódico. Más tarde la Compañía Mercantil del Chubut se haría cargo de "Y Drafod" impriendolo durante cuarenta años.
Por varios años, importantes personalidades de la sociedad del valle fueron participando como directores: Abraham Matthews, William Meloch Hughes, Richard Jones Berwyn, Glan Caeron, John Evans Jones y Evan Thomas, entre otros. Además, colaboradores espontáneos surgieron para alimentar al periódico. Por ejemplo, docentes, comerciantes, poetas y pastores escribían en sus páginas, con una absoluta y total libertad de expresión. Desde 1953 hasta 2003, su directora fue Irma Hughes de Jones, quien fue una periodista, poeta y ganadora de siete sillones bárdicos en los Eisteddfod del Chubut. En la actualidad, el periódico está dirigido por Laura y Ana María Jones (hijas de Irma), con la colaboración de diversas personas, impreso por Ediciones El Regional y con el apoyo financiero de la Asociación San David.